# Rhythm Divine
Rhythm Divine è il primo singolo estratto dall'album di Enrique Iglesias Enrique del 1999. Il brano è stato scritto e prodotto dallo stesso team di Bailamos, il medesimo che aveva prodotto la hit di Cher Believe.
Iglesias ha cantato il brano anche in spagnolo con il titolo Ritmo Total.

## Il video
Il video del brano è stato diretto da Francis Lawrence e vede Iglesias seguire una seducente ragazza dai lunghi capelli scuri in mezzo alla gente e all'interno di un locale, prima che questa sparisca nel nulla.

## Tracce
CD-Maxi Interscope 497 208-2
1. Rhythm Divine - 3:29
2. Rhythm Divine (Morales Radio Mix) - 3:13
3. Rhythm Divine (Stereo Dub Mix) - 7:20
4. Rhythm Divine (Lord G's Divine Club) - 6:46

CD-Maxi Interscope 497 209-2 (UMG) / EAN 0606949720926
1. Rhythm Divine (Fernando G Club Mix) - 5:34
2. Bailamos (Eric Morillo Main Vocal) - 6:30
3. Rhythm Divine (Mijango's Extended Mix) - 6:57
4. Rhythm Divine (Mijango's Radio Mix) - 4:11

## Classifiche
| Classifica (1999-2000)           | Posizione massima |
| -------------------------------- | ----------------- |
| Australia                        | 36                |
| Francia                          | 27                |
| Germania                         | 36                |
| Italia                           | 7                 |
| Messico                          | 2                 |
| Paesi Bassi                      | 20                |
| Spagna                           | 1                 |
| UK                               | 45                |
| US Billboard Hot 100             | 32                |
| US Billboard Hot Latin Tracks    | 1                 |
| US Billboard Hot Dance Club Play | 4                 |